# 牛生长激素

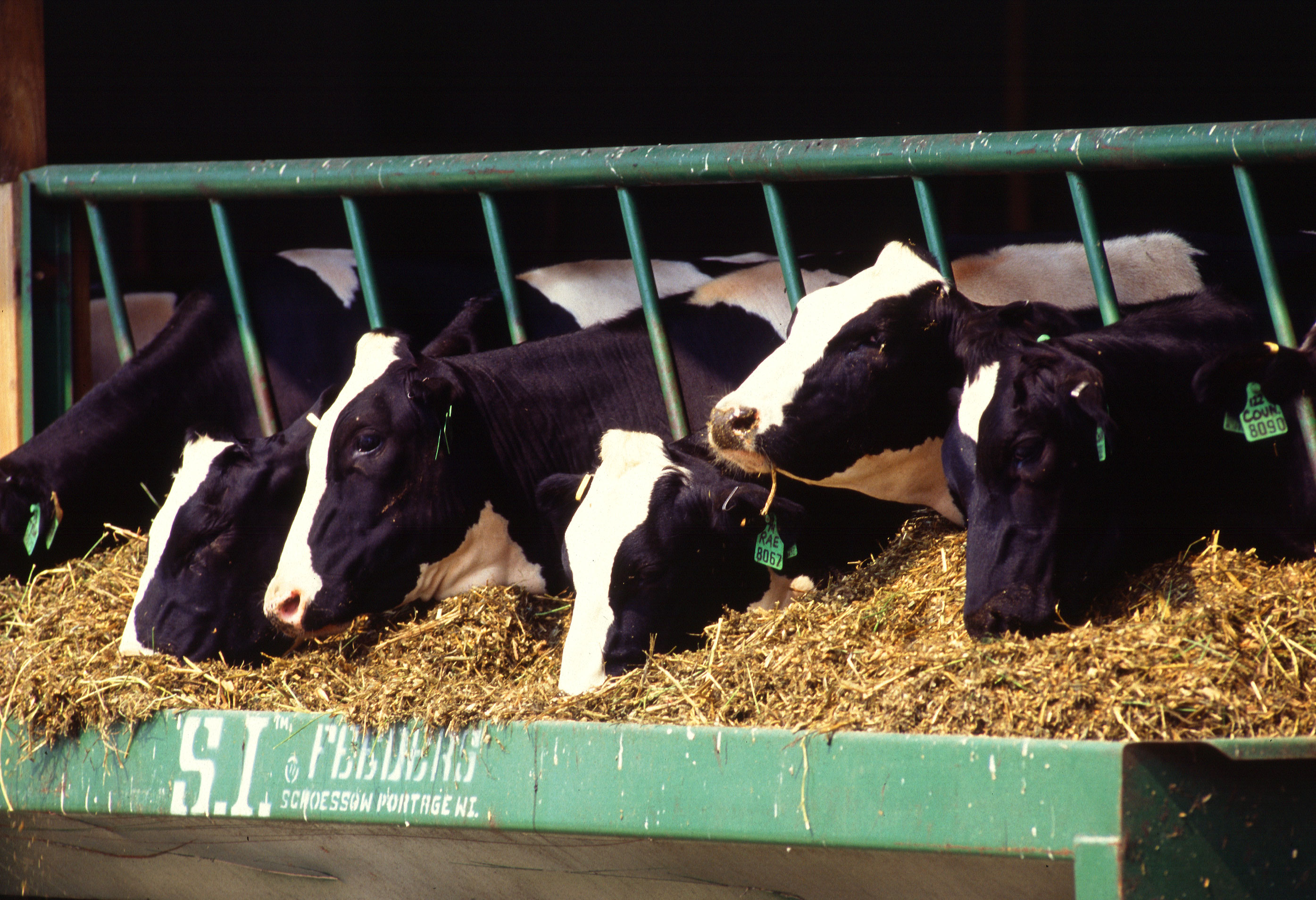
重组牛生长激素（rBST）主要被用来注入奶牛体内以增加其牛奶产量。

牛生长激素（英語：或，缩写、或）是牛脑垂体分泌的一种肽类激素，用于调节代谢过程、促进动物生长。研究发现将BST注入母牛体内可以增加其产奶量。
自1970年代基因泰克发现了控制合成BST的基因后，使用重组DNA技术人工合成重组牛生长激素（英語：或，缩写或）成为了可能。此后，孟山都、美国氰氨公司、礼来公司、普强公司等大型企业相继开发开发出了商用rBST并提交美国食品与药品管理局审核。孟山都是其中最早获得批准的公司。除美国外，墨西哥、巴西、印度、俄罗斯等数十个国家也都批准了rBST的商用。
不过，加拿大、澳大利亚、新西兰、日本、以色列、欧盟、阿根廷等国家地区则禁止了市场上的rBST。
美国食品与药品管理局、世界卫生组织、国立卫生研究院等机构聲稱使用rBST的奶产品及肉类对人类是安全的。不过在美国，由于部分公众的疑虑，一些生产厂家会在牛奶上贴上“不含rBST”的标签。

## 外部連結
- Public Health on "Public Health Aspects of the Use of Bovine Somatotrophin" （页面存档备份，存于）
- Labeling Issues, Revolving Doors, rBGH, Bribery and Monsanto （页面存档备份，存于）
- Sustainable table article the topic
- Milk: From the People Who Brought You Agent Orange, PCBs, Dioxin, Benzene, Weed Killer and Saccharine by KPFK radio Page Getz"